# Septembre 1925

## Événements
- Syrie : campagne du Levant. Le général Gamelin parvient à évacuer les soldats français de la Montagne druze. La révolte embrase le pays.

- 3 septembre : le dirigeable américain USS Shenandoah (ZR-1) se brise en vol : 15 morts et 19 blessés sur les 42 personnes (7 passagers) présentes à bord.

- 4 septembre : premier vol du trimoteur Fokker F.VII/3m.

- 6 septembre : Grand Prix d'Italie à Monza. Le pilote italien Gastone Brilli-Peri s'impose sur une Alfa Romeo. Alfa Romeo est sacré champion du monde des constructeurs.

- 9 septembre : création de l’Église des Chérubins et des Séraphins par Moses Orimolade au Nigeria.

- 18 septembre (Espagne) : suppression de la Mancomunidad : les régionalistes catalans passent dans l’opposition.

- 28 septembre : Théodore Steeg est nommé résident général au Maroc en remplacement du maréchal Lyautey, qui, désavoué, démissionne.

## Naissances
- 1er septembre :
  - Art Pepper, saxophoniste de jazz américain († 15 juin 1982).
  - Christiane Scrivener, femme politique française et ancienne ministre.
  - Madeleine Chapsal, écrivaine française († 12 mars 2024).
- 6 septembre : Chedli Klibi, homme politique tunisien († 13 mai 2020).
- 8 septembre : 
  - Paul Van Hoeydonck, sculpteur belge († 3 mai 2025).
  - Bat-Sheva Dagan, écrivaine, conférencière, survivante de l'holocauste polonaise-israélienne († 25 janvier 2024).
- 11 septembre :
  - Willi Herold, criminel de guerre allemand († 14 novembre 1946).
  - Harry Somers, compositeur canadien († 9 mars 1999).
- 13 septembre : André Trigano, entrepreneur et homme politique français († 6 mai 2024).
- 14 septembre :
  - Mauk de Brauw, homme d'affaires et homme politique néerlandais († 12 novembre 1984).
  - Winston Cenac, homme politique de Sainte-Lucie († 22 septembre 2004).
- 16 septembre :
  - Lucas Moreira Neves, cardinal brésilien, préfet de la Congrégation des évêques († 8 septembre 2002).
  - B. B. King, guitariste et bluesman américain († 14 mai 2015).
- 23 septembre : 
  - George Laurer, ingénieur américain († 5 décembre 2019).
  - Jean-Charles Tacchella, réalisateur et scénariste français († 29 août 2024).
- 27 septembre : Alexandru Vișinescu, commandant roumain de la prison de Râmnicu Sărat († 5 novembre 2018).
- 30 septembre : Vera Vassilieva, actrice russe († 9 août 2023).

## Décès
- 1er septembre : Allan Riverstone McCulloch, zoologiste australien (° 20 juin 1885).
- 15 septembre : Giuseppe Pennella, 61 ans, général italien. (° 8 août 1864)
- 18 septembre : Joseph-Dominique Guay, homme d'affaires Québec, Saguenay (ville).